# 逆行者 (港中大深圳合唱團歌曲)
《逆行者》是一首歌曲，發佈於2020年3月。歌曲由香港中文大學 (深圳)合唱團成員完成。歌曲致敬COVID-19疫情中在一線的工作人員。